# 催眠学級
『催眠学級』（さいみんがっきゅう）は、2009年4月10日 にM no VIOLETから発売されたアダルトゲームである。
2012年2月3日には、HD版が発売された。
催眠ものである本作は、主人公が催眠能力でクラスメート達の常識を改変していいように使う内容となっている。
催眠をかける相手を選ぶ画面では、教室にクラスメートのSDキャラが描かれており、催眠が進むにつれてキャラクターが左右にゆれるようになり、催眠が最終段階に進むと揺れの傾きが約80度になる。
また、催眠の中には逆立ちさせるというものもあり、その場合は、ヒロインの立ち絵が逆立ちしたものに変化すると同時に、催眠が解けやすくなるという特徴がある。

## あらすじ

### プロローグ
円山 一樹は他者に催眠をかけて操る能力を持っていたが、一般社会になじむことが出来ずことにいた。
ある日、彼は催眠術師を束ねる組織にスカウトされ、二週間である学園のクラスの女子生徒を催眠状態にするよう命じられた。

## 登場人物
円山 一樹（まるやま かずき）
本作の主人公。
大谷地 日菜（おおやち ひな）
声 - 青葉りんご
一樹の同級生。容姿も言動も幼い。
菊水 滅子（きくすい めつこ）
声 - 藤沢美月
一樹の同級生。無口な性格で、友達が出来ないことに悩んでいる。水泳が得意であり、同じ部の玉音と仲良くなりたいと思っている。
澄川 和葉（すみかわ かずは）
声 - 宝井葵
一樹の隣の席の生徒で、よく気にかけている。
南郷 潤（なんごう じゅん）
声 - 都筑なつる
剣道部部長。その立場から下駄の着用を認められている。
平岸 玉音（ひらぎし たまね）
声 - 桜城ちか
水泳部の部員。明るい性格で、交友関係が広い。
美園 玲奈（みその れな）
声 - 春日アン
お嬢様で、剣道部に所属している。
宮の沢 蘭華（みやのさわ らんか）
声 - 逢川奈々
一樹の同級生で、鈴華の妹。姉と比較されることに悩んでいる。
宮の沢 鈴華（みやのさわ りんか）
声 - 森山いちご
一樹のクラスのクラス委員で、蘭華の姉。
琴似 春霞（ことに はるか）
声 - 野々村紗夜
一樹のクラスの担任にして、剣道部の顧問。子どものような見た目に反し、しっかりした性格をしている。
豊水 詩枝（ほうすい うたえ）
声 - 森山みかん
養護教諭で、水泳部の指導にもあたっている。

## ゲスト出演
和葉をはじめとする本作の登場人物の一部は、ソーシャルゲーム『夜緊病闘-MIDNIGHT NURSE WARRIORS-』にゲスト出演している。

## 評価
前田尋之の公式サイト「電脳世界のひみつ基地」においてライターの松田は、物語としてはよくある催眠ものだが、逆立ちへのこだわりぶりが面白いと評価している。
また、松田は催眠ものの割には陰惨な雰囲気はなく、ヒロイン達に恋人や気になる異性が居る点や男子生徒にも催眠をかけて寝取りにかかる展開も面白かったと評価し、「ライトでトリッキーな催眠モノを遊んでみたいという方は、ぜひ本作をプレイしてみてください。」と述べている。